# Paris-Verdun
Paris-Verdun est une ancienne course cycliste française d'une distance de 285 kilomètres, disputée de 1934 à 1937 entre la capitale française et Verdun dans le département de la Meuse.

## Palmarès
| Année | Vainqueur          | Deuxième       | Troisième        |
| ----- | ------------------ | -------------- | ---------------- |
| 1934  | André Vanderdonckt | Carlo Papa     | André Gobillon   |
| 1935  | André Vanderdonckt | Ernest Mottard | Robert Renoncé   |
| 1936  | André Deforge      | Rémi Royer     | Paul-Émile André |
| 1937  | Jean Goujon        | Lucien Weiss   | Michel Catteeuw  |